# Chasmina zonata
Chasmina zonata är en fjärilsart som beskrevs av Walker 1866. Chasmina zonata ingår i släktet Chasmina och familjen nattflyn. Inga underarter finns listade i Catalogue of Life.